# Hatun exitokuna
Hatun Exitokuna – Grandes Éxitos es un disco recopilatorio de Miki González, lanzado en 1994. En este disco repasa algunos éxitos de sus cuatro álbumes de estudio, incluyendo algunas canciones regrabadas. También contiene cinco temas inéditos como "Chicles, cigarrillos, caramelos", "Hoja verde", "Liberaron a Mandela", "Lamento negro" y "El mar".

## Lista de canciones
| N.º | Título                            | Álbum original                | Duración |  |
| 1.  | «Hoja verde»                      | Lanzado como sencillo en 1994 | 3:25     |  |
| 2.  | «El mar»                          | Lanzado como sencillo en 1994 | 4:39     |  |
| 3.  | «A gozar sabroso»                 | Akundún (1992)                | 4:11     |  |
| 4.  | «Lola»                            | Tantas Veces (1987)           | 3:03     |  |
| 5.  | «Liberaron a Mandela»             | Lanzado como sencillo en 1991 | 3:01     |  |
| 6.  | «Dímelo, dímelo (Versión 1994)»   | Puedes Ser Tú (1986)          | 3:15     |  |
| 7.  | «Ponte tu vestido (Versión 1994)» | Tantas Veces (1987)           | 4:01     |  |
| 8.  | «Vamos a Tocache»                 | Tantas Veces (1987)           | 4:10     |  |
| 9.  | «Tantas veces (Versión 1994)»     | Tantas Veces (1987)           | 4:21     |  |
| 10. | «Un poquito de cariño»            | Nunca Les Creí (1989)         | 3:04     |  |
| 11. | «Ya no aguanto (Versión 1994)»    | Puedes Ser Tú (1986)          | 3:31     |  |
| 12. | «Es por ti»                       | Nunca Les Creí (1989)         | 2:59     |  |
| 13. | «Chicles, cigarrillos, caramelos» | Lanzado como sencillo en 1991 | 3:52     |  |
| 14. | «Lamento negro»                   | Lanzado como sencillo en 1991 | 3:32     |  |
| 15. | «La pequeña»                      | Akundún (1992)                | 4:14     |  |
| 16. | «Akundún»                         | Akundún (1992)                | 3:43     |  |
| 17. | «No te satisfací (blues)»         | Nunca Les Creí (1989)         | 3:59     |  |
| 18. | «Chapi García»                    | Puedes Ser Tú (1986)          | 4:28     |  |

- Datos: Q97482588